# Kent
Kent ou, raramente, Câncio é um condado situado no sudeste da Inglaterra, próximo de Londres, com capital em Maidstone. Kent é denominada The Garden of England, pela sua beleza exuberante. Segundo estimativa de 2008, conta 1 660 100 habitantes numa área de 3736 km², limitada a leste pelo Mar do Norte, a sul pelo Estreito de Dover e por East Sussex, a oeste por Surrey e pela Grande Londres e a norte por Essex.